# Nematodirus battus
Nematodirus battus är en rundmaskart som beskrevs av Crofton och Thomas 1951. Enligt Catalogue of Life ingår Nematodirus battus i släktet Nematodirus och familjen Molineidae, men enligt Dyntaxa är tillhörigheten istället släktet Nematodirus och familjen Trichostrongylidae. Arten är reproducerande i Sverige. Inga underarter finns listade i Catalogue of Life.